# Вильнёв-д’Аск-Сюд
Вильнё́в-д'Аск-Сюд (фр. Villeneuve-d'Ascq-Sud) — упраздненный кантон во Франции, регион Нор-Па-де-Кале, департамент Нор. Входил в состав округа Лилль.
В состав кантона входили 9 районов города Вильнёв-д'Аск.

## Политика
|  | Кандидат        | Партия                  | % голосов |
|  | --------------- | ----------------------- | --------- |
|  | Моник Лемперье  | Левые партии            | 45,22     |
|  | Ольфа Лафорс    | Социалистическая партия | 28,20     |
|  | Кристиан Карнуа | СФД-ДД                  | 26,58     |